# Candovia pallida
Candovia pallida är en insektsart som först beskrevs av Sjostedt 1918.  Candovia pallida ingår i släktet Candovia och familjen Diapheromeridae. Inga underarter finns listade.